# Coglès
Coglès / Gougleiz là một xã trong tỉnh Ille-et-Vilaine, thuộc vùng hành chính Bretagne của nước Pháp, có dân số là 566 người (thời điểm 1999). Coglès là làng đầu tiên của Bretagne được quân đội Đồng minh giải phóng trong Chiến tranh thế giới lần thứ 2.